# Монтгомъри (окръг, Индиана)
Вижте пояснителната страница за други населени места с името Монтгомъри.
Окръг Монтгомъри (на английски: Montgomery County) е окръг в щата Индиана, Съединени американски щати. Площта му е 1424 km², а населението е 37 936 души (1 април 2020). Административен център е град Кроуфордсвил.